# Dasyprocta variegata
L'aguti variegato (Dasyprocta variegata Tschudi, 1845) è un roditore originario della parte occidentale del bacino amazzonico diffuso nel Perù centrale e orientale, così come nel Brasile occidentale e nella Bolivia settentrionale. Il suo status è controverso: sebbene venga attualmente considerato una specie a sé, alcuni studiosi lo classificano come una sottospecie dell'aguti dell'America centrale (D. punctata).

## Descrizione
L'aguti variegato presenta una lunghezza testa-corpo che varia tra 44,5 e 54,0 centimetri e un peso che oscilla tra i 3,0 e i 5,2 chilogrammi. L'orecchio misura 41-45 millimetri, il piede posteriore 94-120 millimetri e la coda 11-38 millimetri. Pur essendo un aguti di dimensioni relativamente piccole, ha una struttura compatta e robusta. La colorazione è variabile: il dorso può essere giallo sabbia, marrone o arancione con sfumature nere o marroni, tanto da apparire scuro con una leggera sfumatura bruno-giallastra se visto da lontano. La testa è solitamente nera e la linea del dorso è chiaramente contrassegnata da una striscia scura. I piedi sono di colore marrone scuro o di un marrone-arancio più chiaro. Il mento, la gola e l'area mediana dell'addome sono per lo più bianchi. All'interno dell'areale, gli esemplari tendono a essere più chiari da nord a sud e più arancioni da est a ovest.

## Distribuzione e habitat
L'areale dell'aguti variegato si estende dal Perù centrale e orientale (regione di Junín) al Rio Purus e al Rio Madeira nel Brasile occidentale e ai dipartimenti di Pando e Beni in Bolivia.

## Biologia
L'aguti variegato vive nelle zone umide della foresta pluviale dell'Amazzonia occidentale, dove si incontra sia nelle aree di foresta primaria che di quella secondaria, così come nelle piantagioni e nei giardini. È particolarmente diffuso nelle foreste di terra firme in cui crescono alberi di noci del Brasile (Bertholletia excelsa) e palme di Astrocaryum e Attalea.
Non sono disponibili informazioni riguardo al comportamento riproduttivo di questi animali. Sono principalmente diurni e protraggono talune attività, quali la ricerca del cibo, fino al tramonto. Di notte dormono all'interno di alberi cavi o sotto la vegetazione. Prediligono soprattutto gli habitat con un fitto sottobosco, soprattutto dove vi sono molti tronchi caduti. Quando si sentono minacciati, fuggono nel sottobosco, battendo con le zampe sul terreno ed emettendo richiami di allarme sotto forma di latrati gutturali e grugniti.
Come le altre specie del suo genere, sono erbivori e si nutrono principalmente di frutta, semi e noci. Svolgono un ruolo importante come distributori di semi e quindi come sostenitori della diffusione degli alberi della foresta pluviale.

## Tassonomia
L'aguti variegato viene classificato come una specie distinta all'interno del genere degli aguti (Dasyprocta), che consiste di più di dieci specie conosciute. Esso è stato descritto per la prima volta dallo zoologo Johann Jakob von Tschudi nel 1845 che indicò come località tipo la zona dal «limite superiore della foresta della regione di Ceja fino a 6 000 piedi sul livello del mare» nella provincia di Chanchamayo della regione di Junín in Perù. A più riprese la specie è stata considerata una sottospecie dell'aguti dell'America centrale (D. punctata), anche da Wilson e Reeder (2005).
Non ne vengono riconosciute sottospecie.

## Conservazione
A causa della scarsità di informazioni, l'Unione internazionale per la conservazione della natura (IUCN) non ha ancora classificato l'aguti variegato in una categoria, e sulla Lista Rossa figura come specie con «dati insufficienti» (Data Deficient). Tuttavia, la IUCN ha adottato la classificazione come specie separata.